# 赵村乡 (宁陵县)
赵村乡，是中华人民共和国河南省商丘市宁陵县下辖的一个乡镇级行政单位。

## 行政区划
赵村乡下辖以下地区：
桑庄村、邵洼村、赵东村、孟楼村、张楼村、张操村、魏庄村、王庄村、翟楼村、赵西村、张大庄村、陈尧村、孟庄村、徐黑村、黄庄村、姜庄村、赫庄村、焦庄村、黄洼村、刘尧村、周式碑村、桃古集村、于楼村、孟黄楼村和孔庄村。